# Parno Graszt
Parno Graszt cigány népzenei együttes Paszabból. A zenekar autentikus cigányzenét játszik.
A Parno Graszt lovári fogalom, jelentése ’fehér ló’ (a fehér szín a tisztaság jelképe, a ló a szabadságé). A Parno Graszt együttest 1987-ben alapították. Úgy magyarul, mint lovári nyelven énekelnek, egy dalon belül is cserélik a nyelvet, vagy egyszerre énekelnek mindkét nyelven. A zenekar alapfelállása szűken tíz tag, de zenélnek húszan is; a zenekar mellett néha egy tíztagú tánccsoport is szerepel. A zenekar a zenei gyökereit a közvetlen környezetben gyűjtötte a szabolcs-szatmári Paszabról és környékéről, a zenekar a mai napig itt él, távol a nagyvárosok zajától és gyorsan múló divatjától. Zenéjük így őrizhette meg ősi, eleven karakterét, a zenekar pedig őszinte, közvetlen természetét. A svájci zenei szakfolyóirat, a Vibrations 2005-ben a Parno Grasztot a tíz legjobb zenekar közé sorolta.
Már nem szédülök című dalukkal 2016-ban az Eurovíziós Dalfesztivál magyarországi előválogatójának a döntősei voltak.

## Zenekari tagok
- Oláh József (ének, gitár, tambura)
- Balogh Géza (ének, gitár, tánc)
- Jakocska János (ének, gitár)
- Oláh Krisztián (harmonika)
- Németh István (szájbőgő, kanna)
- Horváth Sándor (ének, kanál, tánc)
- Balogh Mária (ének, tánc)
- Váradi Mária (ének, tánc)
- Oláh Heléna (ének)
- Oláh Viktor (gitár)

## Volt tagok
- Oláh János (nagybőgő) († 2022)[2]

## Albumok
- Rávágok a zongorára (2002)
- Járom az utam (2004)
- Ez a világ nekem való (2007)
- Reggelig mulatok (2011)
- Már nem szédülök / Rolling Back (2019)
- Suttog a szél / Whispering Winds (2024)

A Rávágok a zongorára című lemezük 2002-ben a 7. helyen végzett az Európai Világzenei Ranglistán (World Music Charts Europe), ez más magyar együttesnek azóta sem sikerült.

## Turnék
Zenéjük mára bejárta a világot: 2008-ban Indiában kutatták zenei gyökereiket, ismerős arcokat, szokásokat, dallamokat keresve, falusi zenészekkel együtt muzsikálva. Erről az egyedülálló felfedezőútról Silló Sándor dokumentumfilmet forgatott (a BBC kezdeményezésére a Magyar Televízió 2003/2004-ben készítette a filmet a zenészekkel Parno Graszt: Ünnepek és Hétköznapok címmel, amit Európa-szerte sugároztak (rendezte: Silló Sándor, 2004, 58 perc).
Útjuk 2009-ben az Egyesült Államokba vezetett, ahol fennállásuk leghosszabb turnéján 40 nap alatt 20 városban adtak koncertet New Yorktól San Franciscóig.
Az évet végül Koppenhágában zárták, ahol a világzenei szakma legfontosabb éves találkozóján, a World Music Expón (WOMEX) léptek föl.